# AHV Achilles
AHV Achilles is een Nederlandse handbalvereniging uit Apeldoorn. De handbalclub ontstond op 23 januari 1962. In het seizoen 2020/2021 speelt het eerste herenteam in de landelijke Tweede divisie A en het eerste damesteam in de regionale tweede klasse.

## Resultaten
- 1985 10e
Eerste divisie B
- 1986 11e
Eerste divisie B
- 1987
- 1988
- 1989
- 1990
- 1991
- 1992
- 1993
- 1994
- 1995 11e
Tweede divisie B
- 1995 8e
Tweede divisie B
- 1996
- 1997
- 1998
- 1999
- 2000
- 2001
- 2002 7e
Tweede divisie B
- 2003
- 2004
- 2005
- 2006
- 2007
- 2008
- 2009
- 2010
- 2011 13e
Eerste divisie
- 2012
Hoofdklasse
- 2013 13e
Eerste divisie
- 2014
Tweede divisie
- 2015 6e
Eerste divisie
- 2016 14e
Eerste divisie
- 2017 13e
Eerste divisie
- 2018
- 2019 7e
Hoofdklasse
- 2020 1e
Hoofdklasse
- 2021
Tweede divisie
- 2022 8e
Tweede divisie
- 2023 1e
Tweede divisie A

- Eerste divisie
- Tweede divisie
- Hoofdklasse